# 藍約翰
藍約翰（1964年—2007年1月16日），臺灣高雄市楠梓區人，多重殘障，為臺灣第一張公益彩券上的人物。

## 生平

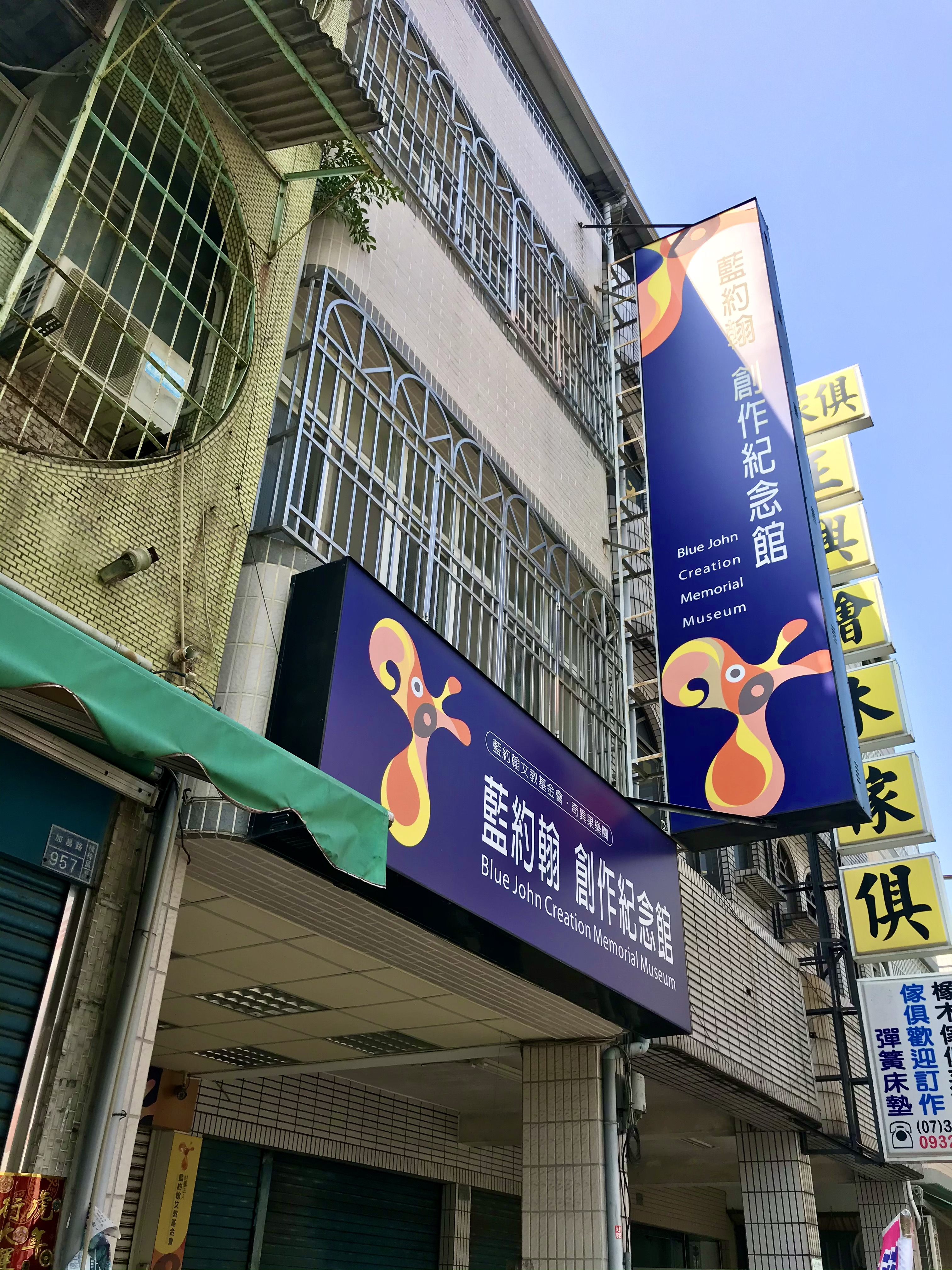
藍約翰創作紀念館

### 自小多重障礙
藍約翰出生後，體溫因不明病因持續在38°C上下，數年後膝蓋腫大，開刀後依然無法獨力行走，至就讀右昌國中三年級時，由於服藥過多，引起心臟、肺、肝、腎等內臟器官之病變，呼吸困難，無法躺臥，依賴氧氣瓶維生，肌肉萎縮，雙手變形。母親郭雪娥為了讓兒子肌肉減少萎縮，就教導打鼓、捏陶。
藍約翰從右昌國小畢業時拿到市長獎，但學歷僅到臺北市立啟明學校高中部。有美國音樂博士學位的妹妹藍雅菁說，若兄長不是生病，成就絕對遠超過她。
十六歲時，藍約翰充血性心衰竭，導致雙目失明。次年手指嚴重扭曲、關節退化脫節。當他接受第二度開刀，更換人工膝蓋，但人工膝蓋消毒和縫線未處理好，膝蓋化膿腐爛，因消炎藥造成水楊酸中毒，腳踝也變形。

### 加入樂團
1998年5月12日，總統李登輝接見十大傑出愛心媽媽當選人，包括林春鳳、李吳鳳珠、柯素櫻、王春珍、曾耿玉、郭雪娥、童小美、張素蜜、邱美蓉、張吳牽。郭雪娥當面請求總統為身心障礙者成立社區家園，減輕家庭照顧者的負擔。
該年8月27日，李總統到高雄市楠梓區加昌路藍家探訪，以告知郭雪娥的請求已由總統府秘書長黃昆輝辦理。當下，藍約翰遞交一份陳情書，表示他雖然會打鼓、捏陶，卻無法靠其維生，望政府輔導他就業。李總統看了陳情書後，當場交給陪同前往的高雄市長吳敦義，並要求吳市長協助。
高雄市政府找來高雄市立楠梓特殊學校校長林朝號，負責組織一支樂團，陸續湊到九位團員。除藍約翰作爵士鼓手外，有爵士鼓手劉德生（語障）、鍵盤手蔡松垣（肢障，也是樂團唯一女生）、梆笛手朱勝良（白化症、視障）、小喇叭手兼歌手林鳳郎（肢障）、小喇叭手林忠治（肢障）、薩克斯風手黃敏賢（聽障）、吉他手李志川（肢障）、吉他手兼歌手潘天賜（肢障）。藍約翰想出以奇異果作團名，以寓外表雖其貌不揚，內涵豐富。
1998年11月，奇異果樂團向教育局登記立案，市府社會局補助卅萬元，即展開集訓。以一般樂團標準看，此樂團還缺少貝斯手、長號樂手和鍵盤手，樂器也不足，更沒有固定經費支給團員，因此有家累的團員還必須到處兼職打零工。他們第一次是到高雄市太平洋崇光百貨試演，第二次試演是到高雄縣勞工公園，於1999年1月21日，在高雄市犁舍PUB正式演出。
奇異果樂團經常到育幼院、監獄巡回演出，以音樂分享弱勢團體。

### 作為彩券人物
1999年6月12日上午，高雄市長謝長廷於高雄市文化中心公布高雄市公益彩券試辦版。圖樣是藍約翰擊鼓，李總統在旁拍手畫面，上面寫「台灣的主張，弱勢優先」。謝市長表示這正好是發行彩券的精神所在。這張照片由藍約翰本人收藏，市府同時也出示了本人所簽的同意書。高雄市文化中心的藝文教室是奇異果樂團平常練習之處。
1999年6月14日晚，高雄市公益彩券首度於高雄市文化中心開賣，發行共二十四萬張，編號第一號由文興紙業公司董事長張識興以二十萬元義賣價購得。藍約翰被視為臺灣第一張公益彩券上的人物，發行次日中國國民黨立院工作會主任曾永權表示將動黨籍立委修法以讓高雄無發行彩券的法源依據，原先預訂該年8月底發行的高雄市公益彩券第一期因被指控賭博罪而中斷，中央版於同年12月1日發行的第一期公益彩券圖樣是以九二一地震為主題。

### 成立基金會
藍約翰是以開獎券行維持生計。他曾捐助素昧平生的羅倫佐張家三兄弟、金錢援助失業的導演蔡一峰，至少捐出三十九萬元給伊甸基金會、啟明學校等十個弱勢團體。
2001年2月3日到18日，藍約翰陶藝展出時，總統陳水扁特地到場，並答應協助成立基金會。藍約翰贈送他捏的長頸鹿，並願總統要像長頸鹿看得又高又遠。同3月1日，藍約翰陶藝作品義賣，一百八十三件中賣出九十八件，所得卅二萬三千六百元，加上藍家自掏腰包補足到三十二萬五千元，捐給六個高雄弱勢殘障及文化藝術團體，分別是奇異果樂團十五萬元、國立藝術學院十萬元，手語協會、自閉症協會、魚鱗癬協會各兩萬元，打狗亂歌團一萬五千元。
2001年10月24日，藍約翰文教基金會成立，由林義守作董事長，董事成員包括東南水泥、肯記室內外設計、長興化工、運錩鋼鐵、正合興、富英塑膠、國城建設、林益慶建築師事務所等負責人，也有教育界人士，監察人則是陳哲男和余政憲。陳水扁當天南下參加，同時承諾邀奇異果樂團到總統府介壽堂演出。
2002年5月3日，周大觀文教基金到高雄頒獎給第五屆熱愛生命獎章給藍約翰。
藍約翰同名傳記《藍約翰》是由他自己口述，宋芳綺執筆，於2004年12月出版。宋芳綺回憶，藍約翰在別人眼裡是個需要幫助的人，但他心中卻隨時想幫助別人。次年，秦清志因糖尿病截肢時，陳水扁除致贈慰問金五萬元外，還送一本《藍約翰》。
2006年底，藍約翰接任藍約翰基金會董事長，擬了架設基金會網站、十五場巡迴表演、舉辦殘障人士歌唱比賽等計劃。
2007年1月16日晚，四十三歲的藍約翰首度主持董監事會議時，才說到：「很感謝大家疼惜……」就開始激烈咳嗽，隨即大量吐血。當晚，因突發性胃出血急救無效，病逝於高雄長庚醫院。同月26日，陳水扁由高雄市長陳菊陪同，參加藍約翰告別禮拜。2月11日，高雄市政府文化局於高雄市文化中心舉行藍約翰紀念音樂會，播放蔡一峰拍攝剪輯的藍約翰生平記錄影片，並穿插義賣活動。

## 身後
藍約翰過世後，母親因思念獨生子，不久過世。父親藍財源變賣土地，興建藍約翰紀念館，於2013年3月2日在楠梓區加昌路開幕落成，當日請來奇異果樂團演出。